# Kazimierz Tarnas
Kazimierz Tarnas (ur. 17 października 1942 w Warszawie) – polski reżyser i scenarzysta, znany jako twórca ekranizacji dzieł Kornela Makuszyńskiego.

## Życiorys
W 1963 ukończył Studium Nauczycielskie oraz wydział reżyserii na kursach CPARA. Następnie w 1968 ukończył studia na Wydziale Reżyserii PWST w Warszawie. 
W latach 1963–1965 pracował jako nauczyciel języka polskiego. Od 1969 do 1971 kierował założonym przez siebie młodzieżowym Teatrem Rekonesans przy Domu Kultury na warszawskiej Ochocie.
W 1992 otrzymał nagrodę Przewodniczącego Komitetu Kinematografii za osiągnięcia w dziedzinie kultury filmowej „Laterna Magica” za stworzenie Młodzieżowej Akademii Filmowej.

## Filmografia

### Scenarzysta
- Szatan z siódmej klasy (2006)
- Szatan z siódmej klasy – (serial 2006)
- Awantura o Basię (1995)
- Awantura o Basię (serial 1996–1997)
- Panna z mokrą głową (1994)
- Panna z mokrą głową (serial 1995)
- Pan Samochodzik i praskie tajemnice (1988)
- Złota mahmudia (1987)
- Dwie wigilie (1986)
- Szaleństwa panny Ewy (1984)
- Szaleństwa panny Ewy (serial 1983)

### Reżyser
- Szatan z siódmej klasy (2006)
- Szatan z siódmej klasy – (serial 2006)
- Plebania (2000)
- Sabina (1998)
- Awantura o Basię (1995)
- Awantura o Basię (serial 1996–1997)
- Panna z mokrą głową (1994)
- Panna z mokrą głową (serial 1995)
- Pan Samochodzik i praskie tajemnice (1988)
- Złota mahmudia (1987)
- Dwie wigilie (1986)
- Szaleństwa panny Ewy (1984)
- Szaleństwa panny Ewy (serial 1983)
- 07 zgłoś się (1976 – 1987)

### Obsada aktorska
- 1978: 07 zgłoś się − kapitan promu „Aallotar” (odc. 6)
- 1980: Krab i Joanna − radiooficer Stefan
- 1995: Awantura o Basię − Kornel Makuszyński
- 1996: Awantura o Basię − Kornel Makuszyński (odc. 4, 5 i 12)
- 2006: Szatan z siódmej klasy − antykwariusz
- 2006: Szatan z siódmej klasy − antykwariusz (odc. 1)